# آیگاز
آیگاز (به ترکی استانبولی: Aygaz) شرکت انرژی ترکیه‌ای است، که به‌عنوان زیرمجموعه‌ای از شرکت کوچ هولدینگ، در زمینه تولید و توزیع ال‌پی‌جی و مدیریت جایگاه‌های سوخت فعالیت می‌کند.
شرکت آیگاز در سال ۱۹۶۱ توسط وهبی کوچ تأسیس شد و در حال حاضر مالک ۳٫۸۰۰ جایگاه سوخت ال‌پی‌جی در ترکیه می‌باشد، همچنین محصولات خود را به ۲۱ کشور در اروپا، آفریقا و خاورمیانه صادر می‌کند.
دفتر مرکزی این شرکت در شهر استانبول، ترکیه قرار دارد و بخشی از سهام آن در بازار بورس استانبول معامله می‌شود.